# جاسمين تشيليكوفيتش
جاسمين تشيليكوفيتش مواليد 7 يناير 1999 في بيخاتش، البوسنة والهرسك، هو لاعب كرة قدم بوسني يلعب مع نادي رييكا كلاعب وسط. مثّل منتخب البوسنة والهرسك لكرة القدم فئة الشباب.

## روابط خارجية
- جاسمين تشيليكوفيتش على موقع الاتحاد الأوربي (الإنجليزية)
- جاسمين تشيليكوفيتش على موقع قاعدة بيانات كرة القدم.إي يو (الإنجليزية)
- جاسمين تشيليكوفيتش على موقع Soccerbase.com (لاعب) (الإنجليزية)
- جاسمين تشيليكوفيتش على موقع Soccerway.com (الإنجليزية)
- جاسمين تشيليكوفيتش على موقع عالم كرة القدم.نت (الإنجليزية)